# Krizbai Sándor
Krizbai Sándor (Marosvásárhely, 1949. július 15. –) Munkácsy Mihály-díjas festő, grafikus.

## Élete
Gyermekkorát a Marosvásárhely melletti Mezőpanitban töltötte, ahol édesapja, Krizbai László református kántorként működött.
Középfokú tanulmányait a marosvásárhelyi Alexandru Papiu-Ilarian építészeti technikumban végezte.
1975 és 1984 között autodidaktaként részt vett a marosvásárhelyi Apolló Képzőművészeti Kör tevékenységében és kiállításain. 1978-ban egyike volt a MAMŰ (Marosvásárhelyi Műhely) alapító tagjainak.
1984-ben települt át Magyarországra, ettől kezdve tagja a Művészeti Alapnak (később a MAOE-nak) és a Vajda Lajos Stúdiónak.
1985 óta Szentendrén él. 
1987-től a Szentendrei Grafikai Műhely tagja. 
Az 1991-ben Magyarországon újraalakuló MAMŰ Archiválva 2022. január 27-i dátummal a Wayback Machine-ben (Ma születő Művek) Társaság Kulturális Egyesület alapító tagja, 2001-től 2010-ig elnöke.
2014-től a Szentendrei művésztelepen dolgozik (Régi Művésztelep)
A festészet és grafika mellett animációval és multimédiával is foglalkozik.
Idősebb fia Krizbo (Krizbai Gergely) tervezőgrafikus, kisebbik fia Krizbai Domokos a Sauropoda zenei formáció alapítója és gitárosa, Antropomorf néven szólókoncerteket is ad.

## Díjai
- 1992 - Miles Davis Emlékkiállítás I. díja (Vajda Lajos Stúdió)
- 1997 - Neufeld Anna Alapítvány díja
- 2002 - Szinyei Merse Pál Társaság díja
- 2003 - Hungart ösztöndíj
- 2006 - Munkácsy Mihály-díj
- 2015 - Magyar Alkotóművészek Egyesülete díja
- 2019 - Meggyes László-díj

## Egyéni kiállítások
- 1980 - Igaz Szó Szerkesztősége, Marosvásárhely
- 1984 - Vajda Lajos Stúdió (Szörtsey Gáborral Archiválva 2022. január 27-i dátummal a Wayback Machine-ben)
- 1985 - Művésztelepi Galéria, Szentendre
- 1989 - Művelődési Központ, Turku
- 1990 - Nyári Műhely, Hannover (Németország
- 1992 - Amano Gallery, Oszaka
- 1995 - Johannesburg Biennále (Dél-Afrika)
- 1998 - Hangrelief, Merlin Színház, Budapest (Szabó Sándorral)
- 2004 - Békéscsaba, Munkácsy Mihály Múzeum
- 2005 - Sima Galéria, Zilah
- 2008 - Marosvásárhely, Kultúrpalota (Diénes Attila szobrászművésszel)
- 2008 - Bécs, Galerie A-H-A
- 2010 - „Apró képek”, Vajda Lajos Stúdió, Szentendre
- 2011 - NoMade Galéria, Budapest
- 2015 - Gogol Galéria, Budapest
- 2016 - Szépművészeti Múzeum, Kisinyov (Moldova)
- 2016 - Güler Sanat Galerisi, Ankara (Törökország)
- 2017 - ArtMarket, Budapest
- 2018 - Magyar Intézet, Isztambul (Törökország)
- 2019 - Pótkulcs, Szentendre (Krizbai Gergellyel)

## Animációs filmek
- Öt géniusz, Animációs adaptáció Hamvas Béla esszéje alapján (Miklós Árpáddal, hang: Szabó Sándor - 30 perc);
- Lakoma, Platón műve alapján, (Miklós Árpáddal, Hang: Szabó Sándor – 5 perc)
- Viole/ance, (Miklós Árpáddal, Gaál József grafikáinak felhasználásával, számítógépes animáció: Benkovich Bálint, zene: Krizbai Sándor – 5 perc)
- Alvó pásztorok, (Novotny Tihamérral, számítógépes animáció: Benkovich Bálint, 5 perc)
- Kaland a kertben, (FeLugossy Lászlóval, számítógépes animáció: Benkovich Bálint, zene: Krizbai Sándor –10 perc)
- Édenkert szatellit, (FeLugossy Lászlóval, számítógépes animáció: Benkovich Bálint, zene: Krizbai Sándor –10 perc)
- Balkán Torta, (FeLugossy Lászlóval, számítógépes animáció: Benkovich Bálint, rajzolt animáció: Miklós Árpád zene: Krizbai Sándor, AKT Színház –10 perc)

"Festményeim személyesen megélt külső és belső tájak, gyakran a természettel való együttélés szimbolikus képei, ahol az alkotó és az általa értelmezett táj vagy tájszerű természet azonos. Más esetben korábban látott „tájidegen”, de organikus elemekből építkező szimbólum-értékű motívumok épülnek bele festményeimen a nagyon is látvány-hű képi ábrázolásba, mely a valóság és a transzcendens, a realizmus és a mítosz szoros együttélésére utalnak.
Manapság, amikor „mindent szabad festeni”; tetszés szerint lehet stílust választani, én megfelelőbbnek tartom, ha nem a trend, hanem a gondolat, az ember és a természet kozmikus egysége, a műveim tematikája határozza meg mindenkori kifejezésmódomat, mondhatni saját, tudatosan egyik irányzathoz sem kötődő stílusomat. Mivel nem a másolás módszerét követem, és állítom, hogy a külső és a belső, a fent és lent ugyanaz, ez vezethet el a képi lényeg felismeréséhez és a lényegi képek elkészítéséhez.
A festés: szertartás. Ezzel a törvényszerűséggel festek olajjal, rajzolok grafittal, de az is lehet, hogy rajzolok egy faággal a sárba, az ujjaimmal a homokba, vagy soha nem rögzíthető módon a vízbe."

## Külső hivatkozások
- Krizbai Sándor blogja